# Freebase
Freebase è stata una base di conoscenza realizzata su base collaborativa e costituita da metadati raccolti soprattutto dai membri della sua comunità.

## Contenuti e scopi
È una collezione su internet di dati strutturati raccolti da diverse fonti, compresi i contributi individuali raccolti tramite wiki. Freebase ha lo scopo di creare una risorsa globale che permetta alle persone (e alle macchine) di accedere in modo più efficace all'informazione. Fu sviluppato dalla società statunitense Metaweb e acquisito da Google il 16 luglio 2010. I dati di Freebase sono disponibili in modo libero e gratuito, compreso il loro uso per scopi commerciali, sotto licenza Creative Commons. Mette a disposizione API aperte, RDF endpoint e lo scaricamento della base di dati per i programmatori.
Il 16 dicembre 2014 fu annunciata la chiusura del sito, avvenuta poi il 30 giugno 2015. Google ha offerto il proprio aiuto nel processo di migrazione dei dati da Freebase a Wikidata.